# Birmingham Perry Barr
Circonscription parlementaire de la Chambre des communes
La circonscription de Birmingham, Perry Barr  est une circonscription situé dans la ville de Birmingham et représenté dans la Chambre des communes du Parlement britannique.

## Géographie
La circonscription comprend :
- Une partie de la ville de Birmingham
- Les wards de Handsworth Wood, Lozells and East Handsworth, Oscott et Perry Barr

## Députés
Les Members of Parliament (MPs) de la circonscription sont :
| Législature                                          | Années       | Député         | Député            | Parti        |
| ---------------------------------------------------- | ------------ | -------------- | ----------------- | ------------ |
| Birmingham Perry Barr issue de Birmingham Handsworth |              |                |                   |              |
| 39e                                                  | 1950–1951    |                | Cecil Poole       | Travailliste |
| 40e                                                  | 1951–1955    |                | Cecil Poole       | Travailliste |
| 41e                                                  | 1955–1959    | Charles Howell |                   | Travailliste |
| 42e                                                  | 1959–1964    | Charles Howell |                   | Travailliste |
| 43e                                                  | 1964–1966    |                | Wyndham Davies    | Conservateur |
| 44e                                                  | 1966–1970    |                | Christopher Price | Travailliste |
| 45e                                                  | 1970–1974    |                | Joseph Kinsey     | Conservateur |
| 46e                                                  | 1974–1974    |                | Jeff Rooker       | Travailliste |
| 47e                                                  | 1974–1979    |                | Jeff Rooker       | Travailliste |
| 48e                                                  | 1979–1983    |                | Jeff Rooker       | Travailliste |
| 49e                                                  | 1983–1987    |                | Jeff Rooker       | Travailliste |
| 50e                                                  | 1987–1992    |                | Jeff Rooker       | Travailliste |
| 51e                                                  | 1992–1997    |                | Jeff Rooker       | Travailliste |
| 52e                                                  | 1997–2001    |                | Jeff Rooker       | Travailliste |
| 53e                                                  | 2001–2005    | Khalid Mahmood |                   | Travailliste |
| 54e                                                  | 2005–2010    | Khalid Mahmood |                   | Travailliste |
| 55e                                                  | 2010–2015    | Khalid Mahmood |                   | Travailliste |
| 56e                                                  | 2015–2017    | Khalid Mahmood |                   | Travailliste |
| 57e                                                  | 2017–2019    | Khalid Mahmood |                   | Travailliste |
| 58e                                                  | 2019–Présent | Khalid Mahmood |                   | Travailliste |

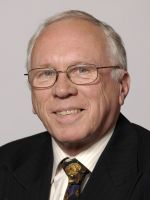
Jeff Rooker (1974-2001)
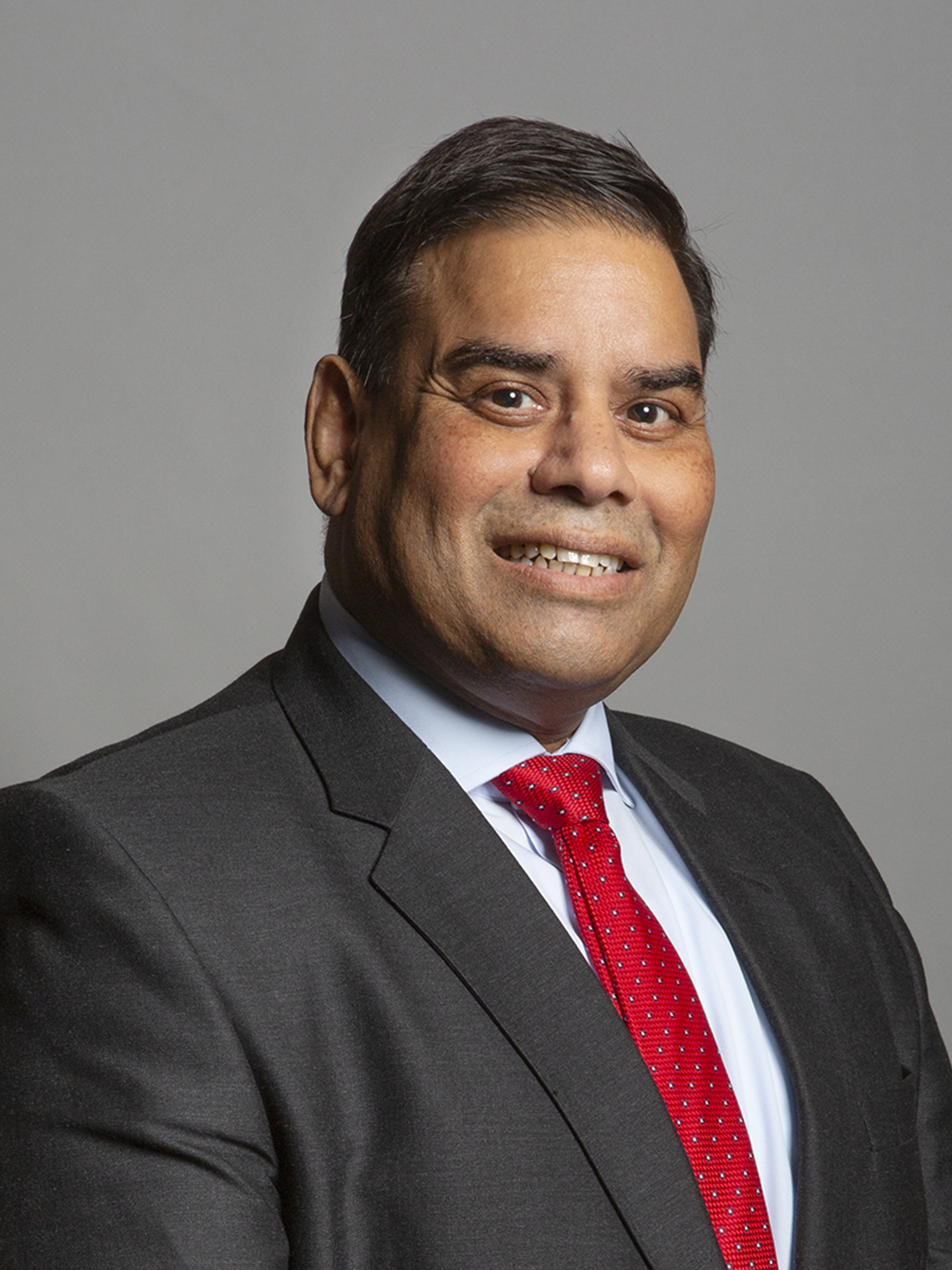
Khalid Mahmood (2001-Présent)